# 事業構想学研究科
事業構想学研究科（じぎょうこうそうがくけんきゅうか）は大学院研究科のひとつ。
宮城大学に事業構想学部が開設されている関係で、同大学大学院に事業構想学研究科が設置されている。
事業構想学部は事業を企画する人材の育成を担い、その技術体系を教育研究する学部で、宮城大学の同学部では事業計画学科とデザイン情報学科という二つの学科が設置されている。事業構想学研究科は、さらにその分野で高度な教育研究に当たる機関として開設されたものであり、事業構想学という1つの専攻のもと、4つの領域（ビジネスプラン、地域プラン、空間デザイン、情報デザイン）が設けられている。